# Uche Nwofor
Uche Innocent Nwofor (* 17. září 1991, Lagos) je nigerijský fotbalový útočník a reprezentant, od září 2016 hráč slovenského klubu AS Trenčín.

## Klubová kariéra
- Power United Academy (mládež)
- Anambra Pilars FC 2009–2010
- →  Shooting Stars SC (hostování) 2009–2010[1]
- Enugu Rangers 2010–2011[1]
- VVV-Venlo 2011–2014
- →  SC Heerenveen (hostování) 2013–2014
- Lierse SK 2014–2015
- Boavista FC 2015–2016
- AS Trenčín 2016–[2]

## Reprezentační kariéra
Nastupoval za nigerijskou reprezentaci U20, s níž vyhrál Mistrovství Afriky 2011 do 20 let v Jihoafrické republice a se 4 góly se stal nejlepším kanonýrem turnaje.
V reprezentačním A-mužstvu Nigérie debutoval 3. března 2010 v přátelském zápase v Abuji proti reprezentaci DR Kongo (výhra 5:2).
S nigerijskou reprezentací se zúčastnil MS 2014 v Brazílii.